# نوویائوشوو (شهرستان فیودوروفسکی، باشقیرستان)
نوویائوشوو (انگلیسی: Novoyaushevo, Fyodorovsky District, Republic of Bashkortostan) یک شهرک در شهرستان فیودوروفسکی استان باشقیرستان کشور روسیه است.